# Steinweg 27 (Quedlinburg)

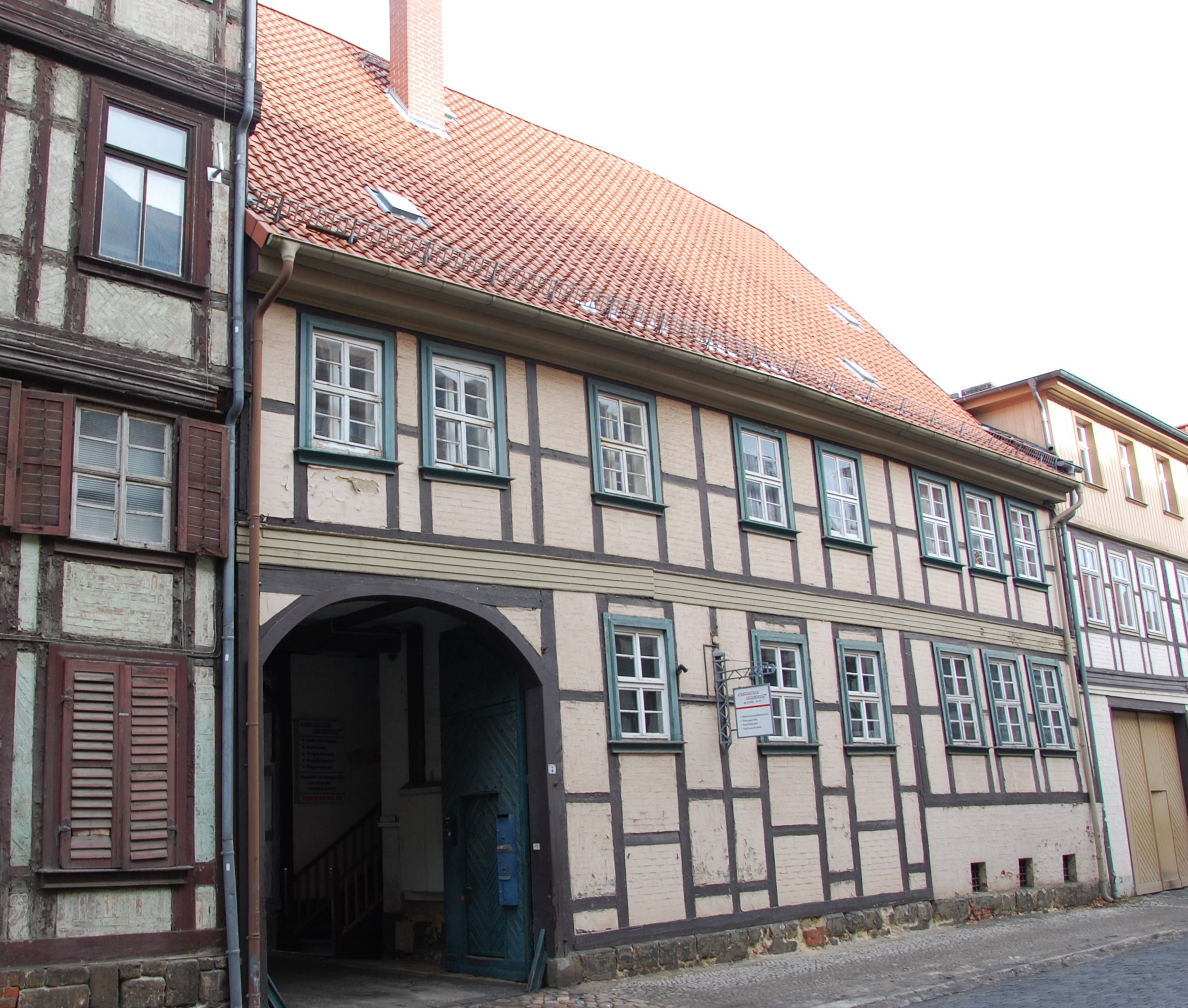
Steinweg 27

Das Haus Steinweg 27 ist ein denkmalgeschütztes Gebäude in der Stadt Quedlinburg in Sachsen-Anhalt.

## Lage
Es befindet sich in der historischen Quedlinburger Neustadt auf der Nordseite des Steinwegs. Westlich grenzt das gleichfalls denkmalgeschützte Haus Steinweg 26, östlich das Haus Steinweg 28 an. Im Quedlinburger Denkmalverzeichnis ist es als Ackerbürgerhaus eingetragen.

## Architektur und Geschichte
Das zweigeschossige Fachwerkhaus entstand in der Zeit des Klassizismus um 1800. Das Fachwerk präsentiert sich schlicht und stellt damit einen bewussten Gegensatz zu den reich verzierten Fachwerkfassaden der benachbarten Häusern aus dem Barock und der Renaissance dar.